# Peter Gunda
Peter Gunda (* 3. července 1973) je bývalý slovenský fotbalista, obránce.

## Fotbalová kariéra
Hrál za FC Nitra, AC Sparta Praha, FK Dukla Banská Bystrica, FK Viktoria Žižkov, ŠK Slovan Bratislava, DAC Dunajská Streda a v nižších soutěžích v Rakousku. Se Spartou získal v letech 1994, 1995 a 1997 třikrát ligový titul. V evropských pohárech nastoupil v 9 utkáních. Po skončení aktivní kariéry působí v FC Nitra jako trenér mládeže.